# Eliminatórias para o Campeonato Africano das Nações de 2025 – Rodada preliminar
A rodada preliminar das Eliminatórias para o Campeonato Africano das Nações de 2025 definiu as 4 equipes que avançaram para a fase de grupos do torneio de qualificação. A rodada preliminar consistiu nas oito equipes piores classificadas entre os 52 participantes e foi realizada de 20 a 26 de março de 2024.
As 8 equipes foram divididas em quatro disputas no formato de ida e volta. Os seis vencedores avançaram para a fase de grupos, juntando-se às 44 seleções restantes que entraram diretamente.

## Sorteio
O sorteio para esta fase foi realizado em 20 de fevereiro de 2024 na sede da CAF no Cairo, Egito. As oito seleções foram separadas em dois potes baseados no Ranking Mundial da FIFA de 15 de fevereiro de 2024 (mostrados entre parênteses).
Seicheles (199) e Eritreia (sem ranking) foram excluídos das eliminatórias.
As equipes marcadas em negrito avançaram para a fase de grupos.
| Pote 1                                                          | Pote 2                                                             |
| --------------------------------------------------------------- | ------------------------------------------------------------------ |
| Essuatíni (149) Libéria (152) Sudão do Sul (166) Maurícia (177) | Chade (181) São Tomé e Príncipe (191) Djibouti (192) Somália (198) |

## Partidas
| Equipe 1            | Total    | Equipe 2     | 1.º jogo | 2.º jogo |
| ------------------- | -------- | ------------ | -------- | -------- |
| Somália             | 2–5      | Essuatíni    | 0–3      | 2–2      |
| São Tomé e Príncipe | 1–1 (gf) | Sudão do Sul | 1–1      | 0–0      |
| Chade               | 3–1      | Maurícia     | 2–4      | 0–1      |
| Djibouti            | 0–2      | Libéria      | 0–2      | 0–0      |

| 20 de março de 2024 | Somália | 0 – 3     | Essuatíni                                    | Estádio Ben M'Hamed El Abdi, El Jadida (Marrocos) |
| 19:00 (UTC+0)       |         | Relatório | Figuareido 33' · Ndzinisa 45+3' · Thwala 56' | Árbitro: CTA Andre Kolissala Mbangui              |

| 26 de março de 2024 | Essuatíni                    | 2 – 2     | Somália       | Estádio Mbombela, Nelspruit (África do Sul) |
| 15:00 (UTC+2)       | Ndzinisa 46' · Matsebula 49' | Relatório | Awad 76', 84' | Árbitro: NGR Joseph Odey Ogabor             |

Essuatíni venceu por 5–2 no placar agregado.
| 22 de março de 2024 | São Tomé e Príncipe | 1 – 1     | Sudão do Sul | Estádio Municipal de Berkane, Berkane (Marrocos) |
| 19:00 (UTC+0)       | Luís Leal 50'       | Relatório | Elly 78'     | Árbitro: GAM Alhasan Bass                        |

| 26 de março de 2024 | Sudão do Sul | 0 – 0     | São Tomé e Príncipe | Estádio Municipal de Berkane, Berkane (Marrocos) |
| 17:00 (UTC+0)       |              | Relatório |                     | Árbitro: SEY Keren Yocette                       |

1–1 no placar agregado. Sudão do Sul venceu pela regra do golo fora.
| 22 de março de 2024 | Chade               | 1 – 0     | Maurícia | Estádio Ahmadou Ahidjo, Iaundé (Camarões) |
| 19:00 (UTC+1)       | Mouandilmadji 90+3' | Relatório |          | Árbitro: SOM Ahmed Hassan Hussein         |

| 26 de março de 2024 | Maurícia         | 1 – 2     | Chade                      | Cote d'Or National Sports Complex, Saint Pierre |
| 19:00 (UTC+4)       | Villeneuve 45+2' | Relatório | Hiver 74' · Hissein 90+10' | Árbitro: LBR Hassen Corneh                      |

Chade venceu por 3–1 no placar agregado.
| 20 de março de 2024 | Djibouti | 0 – 2     | Libéria                        | Estádio de Marraquexe, Marraquexe (Marrocos) |
| 22:00 (UTC+0)       |          | Relatório | Sangare 23' (pen) · Dorley 35' | Árbitro: TUN Mehrez Melki                    |

| 26 de março de 2024 | Libéria | 0 – 0     | Djibouti | Complexo Esportivo Samuel Kanyon Doe, Monróvia |
| 16:00 (UTC+0)       |         | Relatório |          | Árbitro: MAR Karim Sabry                       |

Libéria venceu por 2–0 no placar agregado.